# Ceratoserolis pasternaki
Ceratoserolis pasternaki är en kräftdjursart som först beskrevs av Oleg Grigor'evich Kussakin 1967.  Ceratoserolis pasternaki ingår i släktet Ceratoserolis och familjen Serolidae. Inga underarter finns listade i Catalogue of Life.